# 坎加約省
坎加約省（西班牙語：Provincia de Cangallo），是秘魯的省份，位於該國中南部阿亞庫喬大區，首府是坎加約，面積1,916.17平方公里，海拔高度2,577米，2007年人口34,902，人口密度每平方公里18.21人。